# أونو سوغنيوس
أونو سوغنـَيوس (Uno Cygnaeus؛ هامينلينا، 12 أكتوبر 1810 - هلسنكي، 2 يناير 1888) رجل دين ومربي وكبير مفتشي النظام المدرسي الفنلندي. يعتبر أب نظام المدارس العامة الفنلندي. من إنجازاته أيضا الشروع في تدريب المعلمين من الدرجة العالية، مؤكدا على أهمية تعليم المرأة، والأهم من ذلك تقديمه التعليم الحـِرفي (سلويد) كمادة إلزامية في المناهج الدراسية.
توفي والده في وقت مبكر من طفولته عندما كان في سن 8. درس واحد العلوم الطبيعية وعلم اللاهوت في جامعة توركو في هلسنكي وتابع وعندما انتقلت إلى جامعة هلسنكي. في 1837 وتمت رسامته ككاهن، وبدأت الخدمة في فيبوري حتى 1839. في فيبوري شغل منصب مساعد قسيس وقسيس السجن، بالإضافة إلى التدريس في مدرسة خاصة. أدت هذه التجربة ودراسته للعمل التعليمي للفلاسفة يوهان هاينريش بستالوتزي وفريدريش فروبل لصياغة فلسفة سوغـَنيوس التعليمية الخاصة والأفكار.